# Epifania
L'Epifania (nome completo: Epifania del Signore), nota anche come Santa Teofania nell'Oriente cristiano, è una festa cristiana che si celebra il 6 gennaio di ogni anno per commemorare la manifestazione (teofania) di Gesù Cristo come Dio Figlio incarnato.
Nel cristianesimo occidentale, la festività celebra principalmente la visita e l'adorazione dei Magi al Bambino Gesù, e quindi la manifestazione fisica di Gesù Cristo ai Gentili. In Oriente ricorda il battesimo di Gesù nel fiume Giordano e il miracolo delle nozze di Cana.
L'Epifania fa parte delle festività del periodo natalizio. In molte Chiese occidentali, la vigilia della festa è celebrata come la dodicesima notte di Natale. È l'ultimo giorno del tempo di Natale e una delle più antiche festività cristiane (insieme a Pasqua e Pentecoste). A volte è chiamata il Giorno dei Re Magi e in alcune tradizioni viene celebrata come Piccolo Natale. Inoltre in alcune denominazioni la festa dà inizio ad un periodo dell'anno liturgico detto appunto "Tempo dell'Epifania".
Nelle Chiese orientali l'evento celebrato è il battesimo di Gesù, momento in cui Gesù adulto viene manifestato come Figlio di Dio dalla voce del Padre e dalla colomba dello Spirito Santo. La data della festa è il 6 gennaio per le Chiese che seguono il calendario gregoriano e il 19 gennaio per quelle che adottano il calendario giuliano.
Le usanze popolari dell'Epifania includono il canto dell'Epifania, la benedizione del gesso e della casa, il consumo della torta dei Re magi, il nuoto invernale, il falò di inizio anno e la partecipazione a funzioni religiose. È consuetudine per i cristiani in molte località rimuovere le loro decorazioni natalizie dopo l'Epifania, sebbene in altri paesi cristiani storicamente si rimuovano alla Candelora, la conclusione dell'Epifania.
Il termine "epifania" deriva dal greco antico, dal verbo epifàino (ἐπιφαίνω, che significa "mi rendo manifesto") e dal sostantivo femminile epifàneia (ἐπιφάνεια, traducibile con "manifestazione", "apparizione", "venuta", "presenza divina").
Sin dai tempi di Giovanni Crisostomo il termine assunse una valenza ulteriore, associata alla natività di Gesù. Nelle Chiese cattolica, ortodossa e anglicana è una delle massime solennità dell'anno liturgico, come la Pasqua, il Natale e la Pentecoste, e per i cattolici è festa di precetto; negli stati in cui non è riconosciuta come festività civile, viene spostata alla domenica tra il 2 e l'8 gennaio. È l'ultima delle solennità del tempo di Natale.
In Italia la festività è anche detta impropriamente Befana (corruzione lessicale di Epifania attraverso bifanìa e befanìa), che è il termine profano che indica la figura folcloristica associata alla ricorrenza, originariamente tipica di alcune regioni italiane e poi diffusasi in tutta la penisola.

## Storia
Il termine ἐπιφάνεια veniva già utilizzato dagli antichi greci per indicare l'azione o la manifestazione di una qualsiasi divinità (mediante miracoli, visioni, segni, ecc.). È la manifestazione della luce, della Luce più grande di Dio che si manifesta attraverso una stella. È usuale in molte parti del mondo augurarsi Buona Pasqua Epifania.

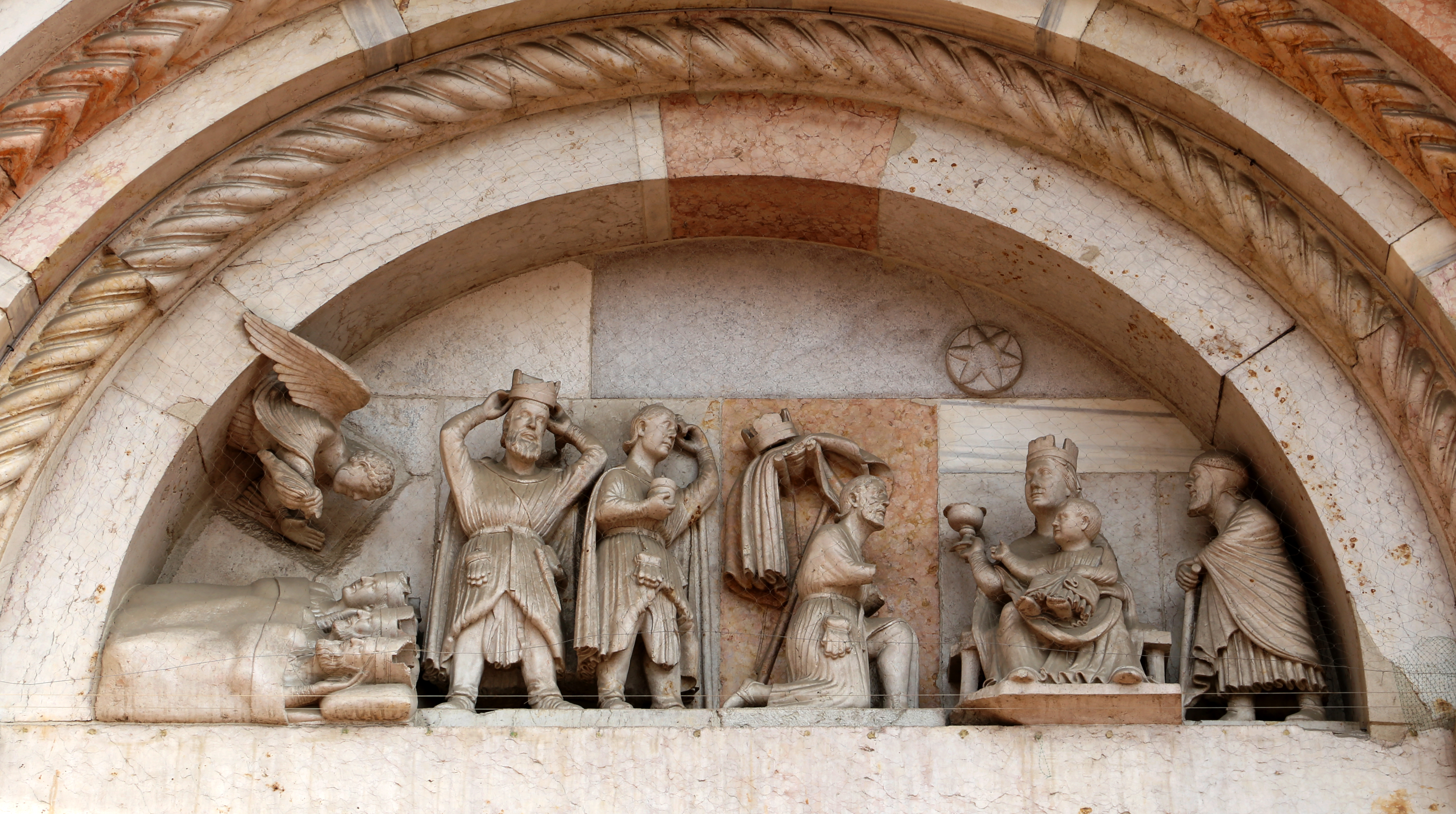
Sogno e Adorazione dei Magi, Portale dell'Abbazia di San Mercuriale, a Forlì (XI-XII secolo).

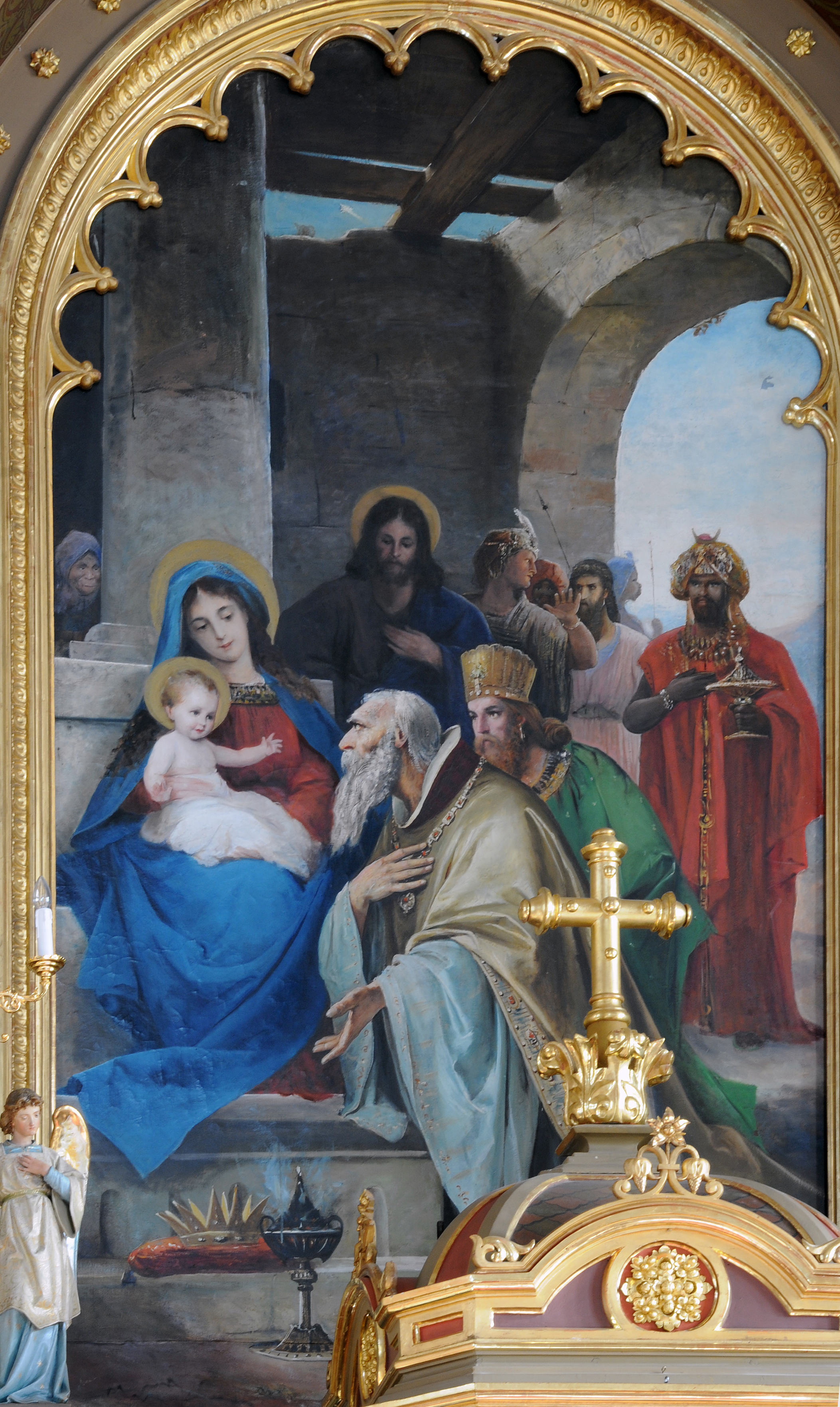
Pala dell'altare maggiore della chiesa parrocchiale di Ortisei consacrata all'Epifania e a sant'Ulderico. Dipinto di Josef Moroder-Lusenberg del 1880 ca.

Tito Flavio Clemente d'Alessandria, un padre della chiesa, che scrive alla fine del II secolo, attesta che le comunità cristiane della sua grande città formate dallo gnostico Basilide (i “Basilidiani”) celebravano il battesimo di Gesù Cristo, e con esso anche l'Epifania come la "manifestazione del Signore al mondo", il 15º giorno del mese di Tybi dell'antico calendario alessandrino, che corrisponderebbe al nostro 6 gennaio.
Per l'interpretazione di questo passo occorre ricordare che il battesimo di Gesù, l'Epifania e l'annuncio degli angeli ai pastori in occasione della nascita erano festeggiati simultaneamente come manifestazioni della divinità di Gesù. Ciò era facilitato da alcune varianti del Vangelo di Luca, dalle quali il battesimo sembra aver avuto luogo nello stesso giorno della nascita. A partire dal III secolo circa, le comunità cristiane del Vicino Oriente associarono il termine Epifania ai tre segni rivelatori di Gesù Cristo, e cioè: l'adorazione dei Magi, il battesimo di Gesù adulto nel fiume Giordano, e il primo miracolo di Gesù avvenuto a Cana.
Tuttavia, i primi cristiani di Gerusalemme non festeggiavano il Natale il giorno 25 dicembre: un documento chiamato Itinerarium, opera della pellegrina Egeria, narrerebbe la suggestiva presenza di vescovi cristiani in visita a Betlemme la sola notte del 6 gennaio, più otto giorni di celebrazioni liturgiche successive a questa stessa data, e una festa della Resurrezione di Cristo in primavera. Tuttavia la separazione tra la ricorrenza della adorazione dei Magi nella Natività e la ricorrenza del Battesimo di Gesù fu probabilmente fatta per non accavallare le date dei pellegrinaggi che partivano per il fiume Giordano e contemporaneamente presso Betlemme. Comunque, le considerazioni di Giovanni di Nikiu influenzarono Cirillo di Alessandria d'Egitto, per cui anche le prime comunità Copte cominciarono a celebrare la Natività il giorno 25 dicembre.

### Giovanni Crisostomo
Nel 386 Giovanni Crisostomo, in contrasto alle ricorrenze giudaiche, sostenne fermamente la celebrazione del Natale al 25 dicembre. Pertanto, sia le comunità cristiane di Antiochia, quindi della Tracia e dell'Anatolia, si adeguarono a tale data. La convinzione, forse forzata, dello stesso Crisostomo fu quella che, a sua interpretazione arbitraria dei Vangeli, il Battista fu concepito in settembre, pertanto Gesù, di sei mesi più giovane, fu concepito a marzo, e quindi nacque in dicembre. Tuttavia, alcuni storici come Erbes, darebbero le date liturgiche separate del Natale e dell'Epifania già come tacitamente pre-accordate già durante il Concilio di Nicea del 325. Certo è che, sia Giovanni Crisostomo, sia un altro famoso Padre della Chiesa, Girolamo, sostennero che, se il Signore si manifestò in Gesù bambino a Betlemme, Egli si rese veramente pubblico trent'anni dopo, nel Gesù adulto del Giordano. Pertanto, già sul finire del IV secolo, adorazione dei Magi e Battesimo di Gesù divennero due ricorrenze separate.

### Epifanio di Salamina
L'“Epifania” intesa come solo Battesimo di Gesù fu riconfermata dal teologo Epifanio di Salamina, uno dei Padri della chiesa. Essa doveva ricadere 12 giorni dopo la ricorrenza del Natale, questo probabilmente per assorbire gli antichi simbolismi del numero 12 nei precedenti riti pagani del Sol Invictus.
Il problema delle date si restrinse solo più nell'adattamento ai vari tipi di calendari; un antico documento, il Cronografo del 354 di Furio Dionisio Filocalo, citava tutte le ricorrenze romano-cristiane dopo il Concilio di Nicea del 325 d.C., compresa l'Epifania; nel 46 però, Giulio Cesare aveva introdotto il calendario giuliano e, a causa di complessi calcoli, quello giuliano risultava sfasato esattamente di 13 giorni più avanti rispetto a quello più recente gregoriano, adottato nel mondo occidentale cattolico dall'anno 1582.
Invece, gli Ortodossi della Chiesa d'Oriente di rito Bizantino, chiamati anche “Cristiani Ortodossi di Vecchio Calendario (o di Calendario Giuliano)”, celebrano l'Epifania il 19 gennaio del nostro calendario, e la chiamano Teofania (=manifestazione di Dio), mentre il "loro" Natale cade il 7 gennaio. Inoltre, la suddetta Teofania di Calendario Giuliano viene celebrata come la sola Commemorazione del Battesimo di Gesù nel Fiume Giordano. Per la Chiesa di rito romano, madre dell'attuale Cattolicesimo, l'Epifania doveva cadere il 6 gennaio del calendario gregoriano, commemorando la "manifestazione" del Signore attraverso il segno rivelatore dell'adorazione dei Magi a Betlemme, mentre il Battesimo di Gesù, invece, doveva essere separato, e cadere quindi nella domenica immediatamente successiva al 6 gennaio. Fu sempre nello stesso periodo che, per le sole Chiese romane, l'adorazione dei Magi fu fatta coincidere col 6 gennaio piuttosto che col 25 dicembre, sebbene le due ricorrenze commemorino sempre la stessa manifestazione di Betlemme.
Per alcuni paesi cristiani in cui l'Epifania non era istituita come festa di precetto, questa veniva celebrata il lunedì coincidente o successivo al 6 gennaio; nella messa tridentina, invece, il Battesimo di Gesù viene celebrato in un giorno fisso, detto l'“ottava di Epifania” (13 gennaio) e cioè 8 giorni dopo l'Epifania. La ricorrenza del Battesimo di Gesù conclude tutto il periodo natalizio dell'anno liturgico cattolico romano.

## Teologia
Epifanio di Salamina racconta il Battesimo di Gesù come la manifestazione della divinità: 
(Epifanio, Haer. XXX 13,7)
Riguardo alla nascita di Gesù il testo dei Vangeli, come quello di tutte le altre opere di scrittori antichi, è il frutto di un lavoro storico, filologico e dottrinale che richiede delle scelte tra alternative differenti.
Ad esempio Epifanio cita un passo del vangelo di Luca 3,22 diverso da quello riportato dalle attuali traduzioni della Bibbia; questa discrepanza è presente in vari codici, tra cui il codice Bezæ: le parole di Dio sono rese Σὺ εἶ ὁ υἱός μου ὁ ἀγαπητό,εγὼ σήμερον γεγέννηκά σε (su ei huios mou ho agapetos, ego semeron gegenneka se, Tu sei il mio figlio prediletto, in questo giorno ti ho generato) al posto di ἐν σοὶ εὐδόκησα (en soi eudokesa, in te mi sono compiaciuto).
I Magi sono stati interpretati come Re Magi per l'influsso di Isaia 60,3, e sono stati attribuiti loro i loro nomi di Melchiorre (semitico), Gaspare (camitico) e Baldassarre (iafetico).
Secondo il Vangelo di Matteo (2,2) i Magi (non precisati nel numero), guidati in Giudea da una stella (ἀστέρα, da ἀστήρ, stella od astro), portano in dono a Gesù bambino, riconosciuto come "re dei Giudei" (Mt 2,2: βασιλεὺς τῶν Ἰουδαίων), oro (omaggio alla sua regalità), incenso (omaggio alla sua divinità) e mirra (anticipazione della sua futura sofferenza redentrice) e lo adorano.
Con l'Epifania si celebra la prima manifestazione della divinità di Gesù all'intera umanità, con la visita solenne, l'offerta di doni altamente significativi e l'adorazione dei Magi, autorevoli esponenti di un popolo totalmente estraneo al mondo ebraico e mediterraneo. Avvenimento di fondamentale importanza per la tradizione cristiana, che ha trovato riscontro in numerosissime opere d'arte.

## Liturgia

### Nelle Chiese orientali
Nelle Chiese cristiane ortodosse la festa è normalmente denominata "Teofania del Signore", e commemora le diverse manifestazioni della divinità di Gesù Cristo, soprattutto il suo battesimo nel Giordano.
Nel rito bizantino le celebrazioni comprendono una veglia notturna, che comincia con i vespri solenni, prosegue con la Divina Liturgia di San Basilio, una grande compieta, la litía, il mattutino, la Divina Liturgia di san Giovanni Crisostomo e una benedizione solenne delle acque, che può avere luogo sia in chiesa sia presso un corso d'acqua, sulle rive di un lago o al mare.
Dove è seguito il calendario giuliano, nel giorno corrispondente al 7 gennaio gregoriano si celebra la Nascita di Gesù, a causa di una differenza di tredici giorni fra calendario gregoriano, promulgato nel 1582, e il calendario giuliano precedente, ancora in uso in alcune Chiese ortodosse; di conseguenza l'Epifania è celebrata il 19 gennaio del calendario civile.
Nelle Chiese ortodosse che osservano il calendario gregoriano (con il calendario giuliano conservato per il solo ciclo pasquale), la Teofania è celebrata il 6 gennaio.

### Nella Chiesa latina
Nel rito romano l'Epifania è parte del tempo di Natale, cade di norma il 6 gennaio e ha grado di solennità, come lo stesso Natale e il 1º gennaio, giorno di Maria Santissima Madre di Dio. Nei paesi in cui l'Epifania non è festa di precetto, essa si celebra nella domenica che cade tra il 2 e l'8 gennaio.
Prima della riforma liturgica di papa Paolo VI l'Epifania dava inizio al Tempo di Epifania, un periodo del calendario liturgico della durata di otto giorni, tuttora presente nella Chiesa anglicana e in diverse Chiese protestanti.
Esso comprendeva nelle seguenti domeniche e festività:
- 6 gennaio: Epifania del Signore: Ecce, advenit dominator Dominus;
- Domenica dopo l'Epifania: festa della Sacra Famiglia di Gesù, Maria e Giuseppe: Exsultat gaudio pater Iusti;
- 13 gennaio: commemorazione del Battesimo di nostro Signore Gesù Cristo: Ecce, advenit dominator Dominus; quando il 13 gennaio cadeva di domenica, prevaleva la festa della Sacra Famiglia.

Nel rito ambrosiano con la festa ha inizio il Tempo di Epifania, che dura fino all'inizio della Quaresima e prevede la celebrazione di due ricorrenze legate all'infanzia di Gesù: la Sacra Famiglia nell'ultima domenica di gennaio (terza o quarta dopo l'Epifania) e la Presentazione del Signore il 2 febbraio.

## Tema artistico
L'episodio dell'Epifania è rappresentato fin dall'epoca romana in bassorilievi, dipinti e altre opere d'arte.

## Nella musica

### Musica classica
Johann Sebastian Bach compose due cantate che concludevano il periodo di Natale:
- Sie werden aus Saba alle kommen (BMW 65)[16]
- Liebster Immanuel, Herzog der Frommen (BMW 123)[17]

Inoltre, per il servizio liturgico dell'Epifania fu pubblicata la Parte VI dell'oratorio Herr, wenn die stolzen Feinde schnauben (BWV 248 VI).
Nel poema sinfonico di Ottorino Respighi intitolato Feste romane il movimento finale si chiama "Bofana" e ha luogo nell'Epifania.

### Inni e canti natalizi
Nel 1662 il compositore tedesco Georg Weissel pubblicò per la prima volta l'inno Nun liebe Seel, nun ist es Zeit.
Nel 1860 William Chatterton Dix scrisse As with gladness, men of old, legato a varie leggende relative al resoconto dei Magi; intorno al 1857 il reverendo John Henry Hopkins Jr., all'epoca diacono ordinato della Chiesa Episcopale, diede alle stampe l'inno We Three Kings of Orient Are, dedicato agli studenti del Seminario Teologico Generale di New York di cui era il direttore musicale.
Un altro inno popolare, meno noto come canto natalizio, è Songs of thankfulness and praise, con parole di Christopher Wordsworth e normalmente suonato sulla melodia "St. Edmund" di Charles Steggall.

## L'Epifania come festività civile
Non in tutti i paesi con una maggioranza della popolazione di religione cristiana, il 6 gennaio è riconosciuto come festività anche agli effetti civili. Oltre che in Italia (salvo che nel periodo 1978-1985), lo è in Austria, Croazia, Finlandia, in alcuni länder della Germania, in Grecia, in Slovacchia, in Spagna, in Svezia, in alcuni cantoni della Svizzera, nella Repubblica Dominicana, in Polonia e nel territorio statunitense di Porto Rico. Nel Regno Unito è festa religiosa e in Inghilterra, Galles e Irlanda del Nord è anche civile, ma non di vacanza dal lavoro, nonostante sia inglobata nel Tempo di Natale e nella chiusura delle scuole.

## Aspetti folcloristici e culturali dell'Epifania

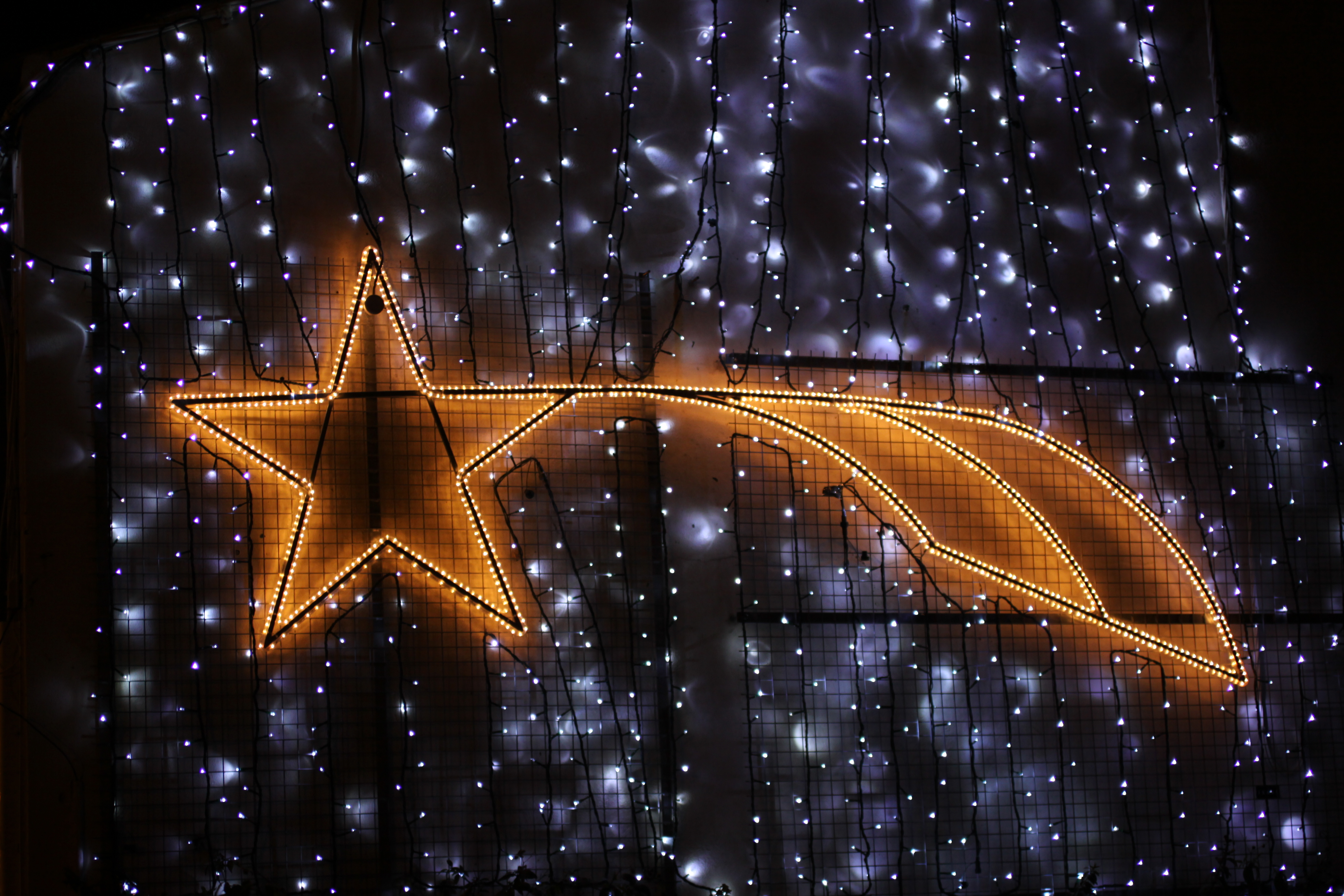
Rappresentazione della Stella Cometa

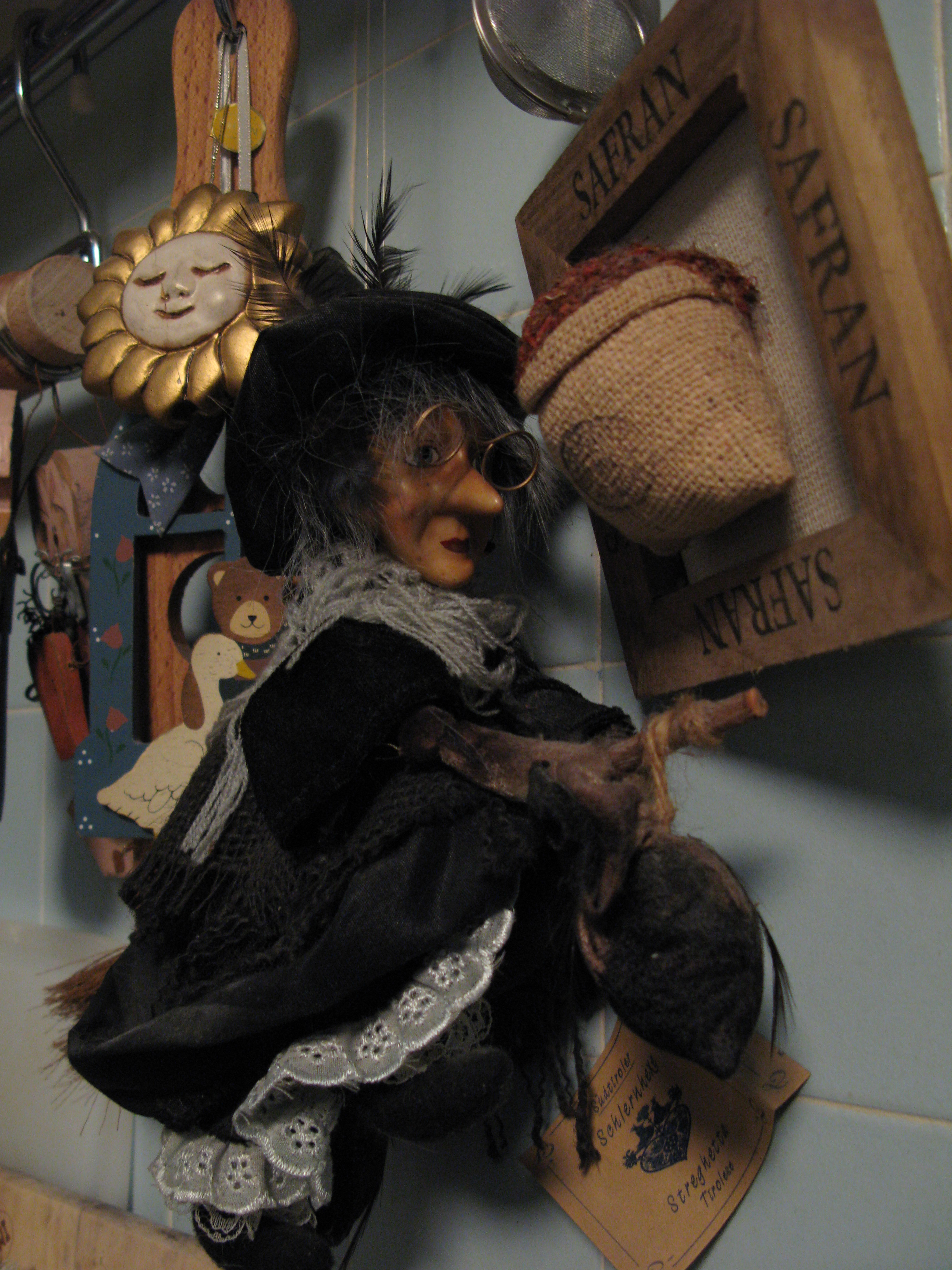
Rappresentazione della Befana

Nelle varie culture la celebrazione dell'Epifania si accompagna a simboli e tradizioni diverse di derivazione molto antiche (culti solari) frammiste a contaminazioni più recenti come:
- la stella di Betlemme che guida i magi, riproposizione artistica di Giotto nell'affresco della Cappella degli Scrovegni della stella citata nel Vangelo secondo Matteo al capitolo 2;
- l'accensione di fuochi augurali (culti solari);
- l'accensione dei falò la sera dell'Epifania o la sera precedente;
- le feste popolari;
- la tradizione dei regali ai bambini e alle bambine (nella calza dove possibile messa al camino), soprattutto nei paesi di tradizione cattolica; in Italia, i doni sono portati dalla Befana (personificata da una vecchia brutta ma buona, legata secondo la tradizione all'adorazione dei magi). In Spagna e altre nazioni e/o regioni, fra cui tradizionalmente anche la Sardegna, i regali sono portati dai Re Magi.
- l'uso, nella maggior parte dell'Europa, di preparare un dolce al forno con dentro la figurina di uno dei magi: spesso si nasconde la figurina e la persona cui capiterà il re, diventerà il re della giornata con particolari privilegi e obblighi (Galette des rois, Roscón de Reyes).
- alcuni riti legati all'acqua, secondo la tradizione orientale in cui il 6 gennaio si celebrava il Battesimo di Gesù: ad esempio, la tradizione nei paesi dell'Europa orientale di ripescare una croce di legno in acqua gettata da un pope, richiamo al battesimo dei cristiani,[25] oppure la benedizione dell'acqua, del sale e della frutta in alcune zone anticamente dipendenti dal patriarcato di Aquileia

### Argentina, Paraguay e Uruguay
In Argentina, Paraguay, Uruguay e in altri paesi dell'America Latina, il giorno dell'Epifania è chiamato Día de Reyes (Il giorno dei re, in riferimento ai Magi biblici), che commemora l'arrivo dei Magi per venerare Gesù come figlio di Dio. La notte del 5 gennaio è conosciuta come la Noche de Reyes (La notte dei re) durante la quale i bambini lasciano le scarpe vicino alla porta, insieme all'erba e all'acqua per i cammelli. La mattina seguente si alzano presto e corrono a vedere le loro scarpe, dove aspettano di trovare i doni lasciati dai "Reyes" che, secondo la tradizione, visitano le case dei bambini svegli. Il 6 gennaio si mangia una Rosca de Reyes (una torta dell'Epifania, a forma di ciambella) e tutte le decorazioni natalizie vengono tradizionalmente riposte.

### Benelux

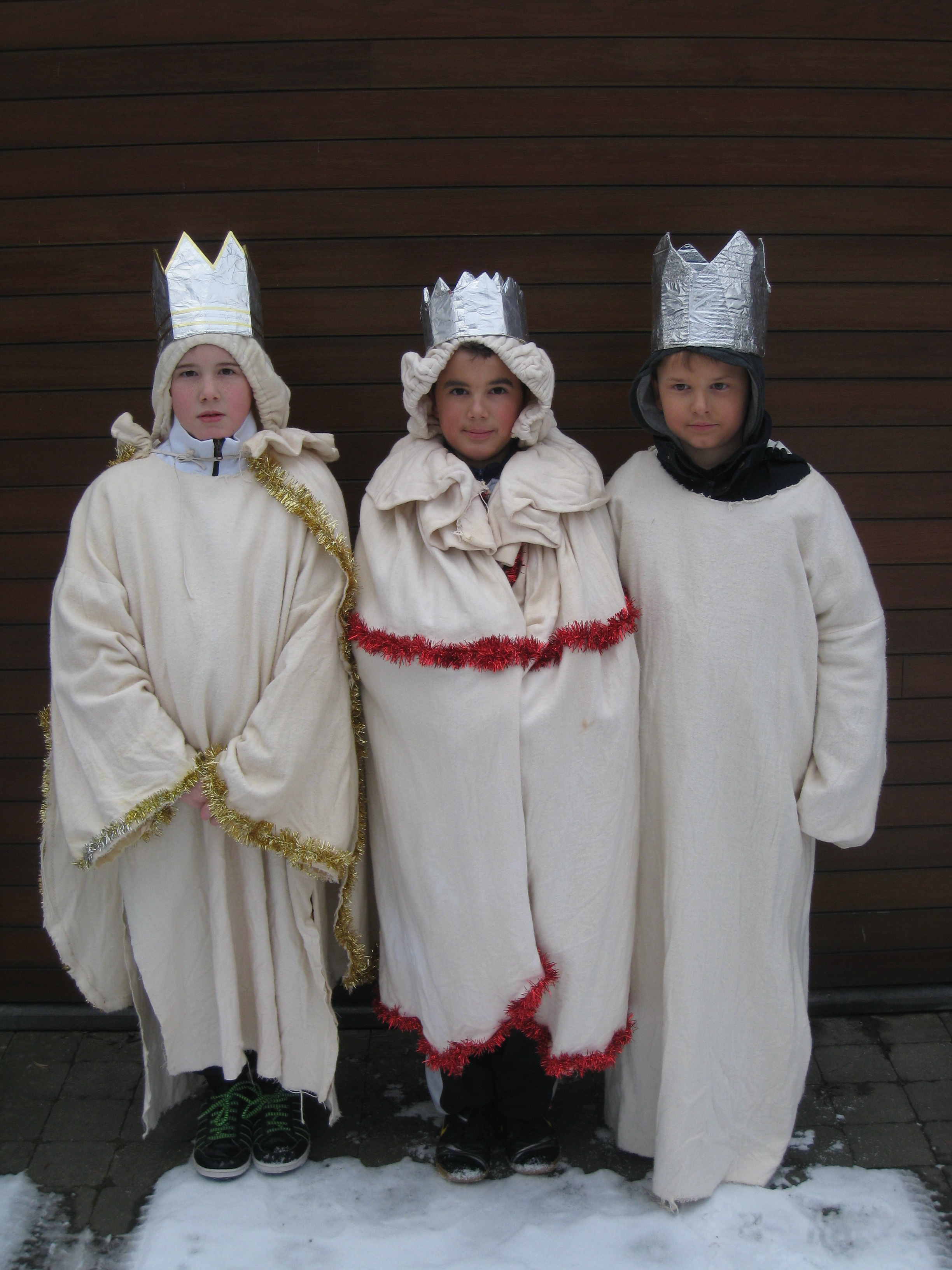
Ragazzi nelle Fiandre mentre celebrano il Driekoningen

Gli olandesi e i fiamminghi chiamano questo giorno Driekoningen, mentre i tedeschi lo chiamano Dreikönigstag (Giorno dei Tre Re). Nei Paesi Bassi, in Belgio, in Lussemburgo e nella vicina Germania, i bambini in gruppi di tre (che simboleggiano i Magi biblici) cantano canzoni tipiche dell’Epifania e bussano a ogni porta, ricevendo una moneta o dei dolci. Ognuno di loro può portare una lanterna di carta che simboleggia la stella. In alcuni luoghi, specialmente in Olanda, queste compagnie si riuniscono per gare e presentano le loro scenette/canzoni ad un pubblico.
Come in Belgio, viene preparato un dolce, la ‘’Koningentaart’’ (Crostata dei Re), una pasta sfoglia con ripieno di mandorle e un fagiolo nero nascosto all'interno. Chi trova il fagiolo nella sua fetta è re o regina per la giornata. Una versione più tipicamente olandese è il ‘’Koningenbrood’’, o pane dei re. Nei Paesi Bassi le tradizioni si sono estinte, tranne che in pochissimi luoghi.
Un'altra tradizione dei Paesi Bassi durante l'Epifania è quella di aprire porte e finestre per far entrare la buona fortuna nell’anno appena iniziato.

### Brasile
In Brasile il giorno si chiama Dia dos Reis (Il giorno dei re), mentre nel resto dell'America Latina Día de Reyes e commemora l'arrivo dei Magi per adorare Gesù Bambino. La notte dal 5 è conosciuta come "Notte dei Re" (chiamata anche la dodicesima notte in quanto ultima notte della Natività) ed è festeggiata con musica, dolci e piatti regionali. Il 6 gennaio le decorazioni natalizie vengono tradizionalmente riposte.

### Bulgaria
In Bulgaria l'Epifania si celebra il 6 gennaio ed è conosciuta come Bogoyavlenie ("Manifestazione di Dio"), Кръщение Господне (Krashtenie Gospodne o "Battesimo del Signore") o Yordanovden ("Giorno del Giordano", riferito al fiume omonimo). In questo giorno, una croce di legno viene gettata da un sacerdote in mare, fiume o lago e i giovani corrono a recuperarla. Poiché le acque hanno una temperatura prossima allo zero, questo atto è considerato onorevole e si ritiene che la casa del nuotatore che per primo raggiunge la croce sia premiata dalla buona salute.
Nella città di Kalofer, viene suonato un tradizionale coro con tamburi e cornamuse nelle gelide acque del fiume Tundzha prima del lancio della croce.

### Cile
In Cile l'Epifania è nota come il Día de los Tres Reyes Magos (Il giorno dei Tre Re Magi) o La Pascua de los Negros (Giorno sacro degli uomini neri). Sebbene quest'ultimo fosse raramente sentito come una festività, era comunque il giorno in cui agli schiavi era permesso di non lavorare.

### Egitto
La festa dell'Epifania è celebrata dalla Chiesa copta ortodossa di Alessandria l'11 del mese di Tobe del calendario copto, commemorando il momento in cui nel Battesimo di Gesù si sono aperti i cieli e Dio stesso si è rivelato a tutti come padre di Gesù e di tutta l'umanità. Questa celebrazione iniziò a includere l’intera Incarnazione di Gesù, dalla sua nascita nel Natale fino al suo battesimo nel fiume Giordano. Per la Chiesa copta ortodossa essa rappresenta anche l’inizio del cammino di Gesù verso la Croce. Pertanto, in molte celebrazioni esistono analogie con le celebrazioni del Venerdì Santo durante il tempo di Pasqua.
Poiché l'Epifania è una delle sette grandi feste della Chiesa copta ortodossa, sono previsti il digiuno rigoroso unitamente a diverse celebrazioni religiose. La giornata è legata alla benedizione delle acque che vengono utilizzate durante tutto l'anno nelle celebrazioni della chiesa, ed è un giorno privilegiato per celebrare i battesimi. In tale occasione, avviene anche la benedizione delle famiglie, evento che si protrae vari giorni oltre l’Epifania, ma che deve concludersi prima dell'inizio della Quaresima.

### Etiopia ed Eritrea
Nella Chiesa ortodossa etiope e nella Chiesa ortodossa eritrea, la festa è conosciuta come Timkat e si celebra il 19 gennaio del calendario gregoriano; si celebra il 20 gennaio negli anni in cui il Timket del calendario etiope cade nel 12 settembre gregoriano (cioè quando il febbraio successivo è bisestile). La celebrazione di questa festa prevede la benedizione dell'acqua e solenni processioni con il sacro Tabot.

### Europa di lingua tedesca
Il 6 gennaio è un giorno festivo in Austria, nei tre Länder tedeschi e nei tre cantoni della Svizzera, nonché in alcune parti dei Grigioni. Nei Paesi di lingua tedesca, gruppi di giovani chiamati Sternsinger (cantanti famosi) si recano di porta in porta vestiti come i Magi biblici avendo una stella sul capo, solitamente di legno dipinto, attaccata a un manico di scopa. Spesso questi gruppi sono composti da quattro ragazze, o da due ragazzi e due ragazze che cantano in armonia a quattro voci canzoni tradizionali e nuove come "Stern über Bethlehem".
Essi non sono necessariamente tre saggi. I luterani tedeschi spesso notano che la Bibbia non specifica mai che i Weisen (Magi) erano uomini o che il loro numero era pari a tre. I cantanti sollecitano donazioni per cause benefiche, come quelle per la fame in Africa, organizzati congiuntamente dalle Chiese cattolica e protestante, e ricevono dei dolcetti nelle case visitate. I giovani compiono poi la tradizionale benedizione della casa, segnando con il gesso l'anno sopra la porta. Nelle comunità cattoliche romane questo può essere considerato un importante spirituale che avviene alla presenza del sacerdote, mentre tra i protestanti è più una tradizione e una parte della nozione tedesca di Gemütlichkeit. Solitamente, le donazioni vengono portate nelle chiese nella domenica successiva all'Epifania. Qui tutti i bambini che sono usciti come cantanti stellati, ancora una volta nei loro costumi, formano un corteo a volte di dozzine di elementi. Anche il Cancelliere tedesco e il Parlamento ricevono una visita da parte dei ‘’Sternsinger’’ in occasione dell’Epifania.
Alcuni tedeschi mangiano una torta dei Tre Re, che può essere un anello di pasta d'oro pieno di arancia e spezie simboleggianti i tre doni di oro, incenso e mirra. Più spesso presenti in Svizzera, questi dolci assumono la forma di Buchteln che per l'Epifania sono riempiti di cedro e cotti come sette grandi panini in una teglia rotonda anziché quadrata, a formare una corona; in alternativa, possono essere fatti con la tipica pasta di pane natalizia con cardamomo e zucchero perlato, nella stessa forma a corona di sette panini. Queste varietà sono generalmente acquistate nei supermercati, con il ciondolo e la corona di carta d'oro inclusi. Come in altri paesi, chi riceve la fetta o il panino contenente il ciondolo o la mandorla intera diventa re o regina per un giorno.
L'Epifania è anche un'occasione particolarmente gioiosa per i giovani e meno giovani, poiché questo è il giorno dedicato al plündern: gli alberi di Natale vengono "saccheggiati" dei loro biscotti e dolci da bambini (e adulti), mentre si divorano il pan di zenzero e agli altri avanzi del Natale.
Un detto tedesco in rima, o Bauernregel recita Ist's bis Dreikönigs kein Winter, kommt keiner dahinter che significa "Se non c'è stato alcun inverno (tempo) fino all'Epifania, nulla verrà dopo". Un altro di questi Bauernregel (regole del contadino tedesco) per l'Epifania afferma: Dreikönigsabend hell und klar, verspricht ein gutes Weinjahr ("Se la vigilia dell'Epifania è luminosa e chiara, predice una buona annata del vino").

### Europa francofona
In Francia le persone condividono uno dei due tipi di torta del re. Nella metà settentrionale della Francia e del Belgio la torta si chiama galette des Rois, ed è una torta rotonda, piatta e dorata fatta con pasta sfoglia e spesso farcita con frangipane, frutta o cioccolato. Nel sud, in Provenza e nel sud-ovest, si mangia una torta a forma di corona o brioche ripiena di frutta chiamata gâteau des Rois. In Romandia si possono trovare entrambi i tipi, anche se il secondo è più comune. Entrambi i tipi di torta contengono un ciondolo, di solito una statuetta di porcellana o di plastica, chiamata fève (fava in francese).
La torta viene tagliata dalla persona più giovane (e quindi più innocente) presente a tavola per assicurarsi che il destinatario del fagiolo sia casuale. La persona che ottiene la fetta di torta con il fagiolo diventa "re" o "regina" e indossa una corona di carta fornita con la torta. In alcune regioni, questa persona può scegliere tra offrire una bevanda a tutti intorno al tavolo (di solito uno spumante o champagne) o offrirsi volontaria per ospitare la prossima torta del re a casa propria, prolungando i festeggiamenti a tutto gennaio.

### Filippine
Nelle Filippine, l'Epifania è conosciuta come "Giornata dei Tre Re" e anche come Pasko ng Matatanda ("Festa degli anziani"). Segna la chiusura ufficiale del periodo natalizio e, come giorno di festa, i filippini lo festeggiano con lo scambio di regali e il saluto di "Buona [festa dei] Tre Re!".

### Finlandia
In Finlandia, l'Epifania si chiama loppiainen, un nome che risale al 1600. Nel 1500 la chiesa luterana svedese-finlandese chiamava l'Epifania "Giorno dei Tre Re Santi", mentre prima veniva usato il termine più antico Epifania. Nella lingua careliana l'Epifania è chiamata vieristä, che significa croce, nome derivato dall'usanza ortodossa di immergere una croce tre volte per benedire l'acqua in tale giorno.
Oggi, nella chiesa luterana l'Epifania è un giorno dedicato all’opera missionaria. Tra il 1973 e il 1991, l'Epifania è stata osservata in Finlandia nel sabato compreso tra il 6 e il 12 gennaio. Dopo tale periodo, tuttavia, la data tradizionale del 6 gennaio è stata ripristinata e da allora è stata nuovamente osservata come festa nazionale.
L'albero di Natale viene tradizionalmente portato fuori di casa il giorno dell'Epifania. Mentre il termine loppiainen significa "fine [del periodo natalizio]", in realtà, le celebrazioni natalizie in Finlandia sono estese al giorno di Nuutti o San Canuto (in origine san Canuto Lavard ma successivamente riferimento anche ad un altro santo danese di nome Canuto, ovvero Canuto IV di Danimarca) che cade il 13 gennaio e completa i venti giorni del Natale scandinavo.

### Francia
Celebrata il 6 gennaio, l’Epifania coincide con l’incontro tra Gesù Bambino e i Re Magi. Questo giorno è anche quello del primo miracolo delle nozze di Cana e, soprattutto, la data del battesimo di Cristo. Dal V secolo la Chiesa dà una grande importanza a quest’evento, che ancora oggi viene festeggiato un po’ in tutto il mondo.
Secondo la tradizione, l’Epifania è l’occasione per “scegliere i re”: l'usanza è quella di nascondere una statuina in un dolce. Chi la trova diventa re della giornata e ha l'obbligo di offrire la torta. I festeggiamenti finiscono il 6 gennaio con la tradizionale “Galette des Rois”. Molto diverso dalla torta con la sfoglia, il dolce dei re provenzali consiste in una brioche a forma di corona guarnita con frutta candita. Nel passato uno dei dolci tipici dell'epifania era il Gâteau battu, tipico dell'antica provincia francese della Piccardia.

### Galles
In Galles, l'Epifania cadeva il 6 gennaio ed era conosciuta come Ystwyll. Nel Glamorganshire era usanza preparare un'enorme pagnotta o torta, che veniva poi divisa in tre parti per rappresentare Cristo, la Vergine Maria e i Magi biblici. Un folto numero di vicini di casa veniva invitato ad assistere alla divisione della torta in cui erano nascosti gli anelli. Chi scopriva un anello nella sua fetta di torta (o di pane) veniva eletto Re o Regina e presiedeva ai festeggiamenti della giornata.
Il 6 gennaio era il giorno di Natale del calendario antecedente la riforma del 1752 e molte delle festività ad esso collegate durarono ben oltre il secolo successivo alla riforma stessa.
Il Galles condivide altre usanze della dodicesima notte con la vicina Inghilterra, tra cui il ceppo di Yule e il wassail per propiziare agli agricoltori un buon raccolto per l'anno a venire; qui, è costume che le ceneri del ceppo di Yule siano salvate e seppelliti insieme ai semi piantati nella primavera successiva, e che la ciotola di wassail sia portata nella casa degli sposi novelli o di una famiglia da poco venuta ad abitare nel luogo, in un dialogo di recita e canti fra chi rimaneva dentro e fuori dalla porta.
Un'altra usanza gallese associata all'Epifania era la caccia allo scricciolo. Un gruppo di giovani usciva in campagna per catturare uno scricciolo, che veniva quindi posto in una piccola gabbia decorata e portato in giro di casa in casa e mostrato in cambio di denaro o di cibo e bevande. Quando non si riusciva a trovare uno scricciolo, allora veniva utilizzato un passero per lo stesso rituale.

### Giordania
Migliaia di cristiani giordani, turisti e pellegrini affollano ogni anno a gennaio il sito di Al-Maghtas, sulla riva orientale del fiume Giordano, per celebrare l'Epifania, dove si tengono grandi messe e celebrazioni. "Al-Maghtas", che significa "battesimo" o "immersione" in arabo, è un sito archeologico del patrimonio mondiale in Giordania, ufficialmente noto come "Sito del battesimo "Betania oltre il Giordano" (Al-Maghtas)". È considerato il luogo originario del Battesimo di Gesù e del ministero di Giovanni Battista ed è stato venerato come tale almeno dal periodo bizantino.
Giovanni 1:28: Queste cose avvennero in Betania al di là del Giordano, dove Giovanni stava battezzando.
Il sito è stato poi oggetto di diversi scavi archeologici, quattro visite papali e visite di stato e attrae turisti e attività di pellegrinaggio. Circa 81.000 persone hanno visitato il sito nel 2016, per lo più turisti europei, americani e arabi.

### Grecia e Cipro
In Grecia, a Cipro e nella diaspora greca in tutto il mondo, la festa è chiamata Teofania o colloquialmente Phōta (in greco : Φώτα , "Luci"). È la "Grande Festa" o Theotromi. In alcune regioni della Macedonia occidentale, è la più grande festa dell'anno. Il Battesimo di Cristo simboleggia la rinascita dell'uomo: la sua importanza è tale che fino al IV secolo i cristiani festeggiavano il capodanno in questo giorno. Le usanze ruotano attorno alla Grande Benedizione delle Acque. Essa segna la fine del tradizionale divieto di navigazione, poiché i tumultuosi mari invernali vengono ripuliti dai malvagi ‘’kalikántzaroi’’, i goblin che cercano di tormentare i cristiani timorati di Dio durante le feste. Durante questa cerimonia, una croce viene gettata in acqua e gli uomini gareggiano per recuperarla come portafortuna. La ‘’Fota’’ forma il centro di un altro triduo festivo che comprende la Vigilia dell'Epifania, quando i bambini intonano i canti dell'evento, e la grande festa di San Giovanni il Battista (7 gennaio e vigilia), quando i numerosi Giovanni e Giovanne celebrano il loro onomastico.
L’Epifania il tempo della santificazione, che in Grecia significa espiazione, purificazione del popolo e protezione contro l'influenza dei demoni. Questo concetto non è certo strettamente cristiano, ma ha radici nel culto antico. Nella maggior parte della Grecia, alla vigilia dell'Epifania, viene praticato un rituale chiamato "piccola santificazione", Protagiasi o "Illuminazione": il sacerdote va di porta in porta con la croce e un ramo di basilico per "santificare" o "illuminare" le stanze e le famiglie aspergendole con l'acqua benedetta. Il protagiasi scaccia i folletti; in alcuni luoghi vengono accesi anche falò a tale scopo. La "Grande Benedizione" avviene in chiesa il giorno dell'Epifania.
Quindi, viene eseguito il "Tuffo della Croce": una croce viene lanciata dal sacerdote nel mare, in un fiume vicino, in un lago o in un'antica cisterna romana (come ad Atene). Secondo la credenza popolare, questo rituale conferisce all'acqua il potere di purificare e igienizzare. In molti luoghi, dopo l'immersione della croce, la gente del posto corre sulle spiagge o sulle rive di fiumi o laghi per lavare gli attrezzi agricoli e persino le icone. Infatti, secondo la credenza popolare comune, le icone perdono la loro forza e potenza originali con il passare del tempo, virtù che possono essere ripristinate immergendole nell'acqua purificata dalla croce. Questa usanza deriva probabilmente da antiche credenze.
Gli ateniesi tenevano una cerimonia chiamata "lavaggio": la statua di Atena veniva portata in processione fino alla costa di Faliro dove veniva lavata con acqua salata per purificarla e rinnovarne i sacri poteri. Oggi le donne in molte parti ripetono questa antica usanza di lavare le immagini, unitamente ad altri costumi di magia medievale e antica.

### India
In alcune parti dell'India meridionale, l'Epifania è chiamata Festa dei Tre Re e viene celebrata davanti alla chiesa locale come una fiera. Questo giorno segna la chiusura del periodo di Avvento e Natale con la rimozione dei presepi dalle case e dai luoghi pubblici. A Goa l'Epifania può essere localmente conosciuta con il suo nome portoghese ‘’Festa dos Reis’’. Nel villaggio di Reis Magos, a Goa, c'è un forte chiamato Reis Magos (Saggi) o Três Reis Magos dedicato ai Magi biblici. Le celebrazioni includono una processione molto partecipata, con ragazzi vestiti come i Magi, che conduce alla Cappella Francescana dei Magi vicino alla capitale di Goa, Panjim
Altre processioni popolari dell'Epifania si tengono a Chandor. Qui tre fanciulli in vesti regali e splendide corone scendono a cavallo dalla vicina collina della Madonna della Misericordia verso la chiesa principale dove viene celebrata una messa festiva di tre ore. Il percorso davanti a loro è decorato con stelle filanti, foglie di palma e palloncini, mentre i bambini più piccoli lungo la strada gridano i loro saluti ai Re. I re sono tradizionalmente scelti dalle tre frazioni di Chandor di Kott, Cavorim e Gurdolim, i cui abitanti contribuirono a costruire la chiesa di Chandor nel 1645.
In passato i re venivano scelti solo tra le famiglie delle caste più elevate, ma dal 1946 la festa è aperta a tutti. La partecipazione è ancora costosa in quanto comporta l'ottenimento di un cavallo, costumi e un sontuoso buffet alla comunità in seguito, per un totale di circa 100.000 rupie (circa 2.250 dollari USA) per ogni re. Il costo viene sostenuto volentieri poiché avere un figlio che serve come re è considerato un grande onore e di buon auspicio per la famiglia.
Nel sud di Goa, Cansaulim è altrettanto famoso per il suo festival dei Tre Re, che attira turisti da tutto lo stato e dall'India. Tre ragazzi vengono selezionati dai tre villaggi vicini di Quelim, Cansaulim e Arrosim per presentare in processione i doni di oro, incenso e mirra. Solo un nativo di questi villaggi può servire come re, mentre i foresti non possono accedere al ruolo. Durante tutto l'anno, i villaggi si contendono la scelta una certa agitazione. I ragazzi selezionati vengono curati meticolosamente e devono farsi crescere i capelli lunghi in tempo per il festival. La processione coinvolge i tre re che indossano vesti di velluto rosso ingioiellato e corone, cavalcano cavalli bianchi addobbati di fiori e stoffe pregiate, e sono ombreggiati da parasoli colorati, con un seguito di centinaia di persone. La processione si conclude presso la chiesa locale costruita nel 1581 nella cui finestra centrale pende una grande stella bianca, mentre striscioni colorati sventolano sulla piazza. L'interno la chiesa è decorato con ghirlande. Dopo aver presentato i loro doni e venerato l'altare e la scena della Natività, i re siedono su speciali posti d'onore e assistono alla Messa solenne.
I cristiani di San Tommaso dello Stato del Kerala conoscono l'Epifania con il suo nome siriaco di Denha. Come altri cristiani d'Oriente, celebrano Denha come una grande festa per commemorare il Battesimo di Gesù nel fiume Giordano. Il tempo liturgico detto Denhakalam ("Settimane dell'Epifania") commemora la seconda rivelazione del Battesimo e la successiva vita pubblica di Gesù. Denha è celebrato il 6 gennaio dalla Chiesa siro-malabarese in due modi: Pindiperunnal e Rakkuliperunal ("Festa con bagno notturno").

### Inghilterra
In Inghilterra, la vigilia dell'Epifania è conosciuta come la dodicesima notte (la prima notte di Natale è il 25-26 dicembre e la dodicesima notte cade il 5-6 gennaio), ed era associato al gioco dei mummers (rappresentazioni popolari eseguite da compagnie di attori dilettanti in costume, tradizionalmente tutti maschi) e al consumo dei wassail (bevanda a base di sidro caldo, birra o vino e spezie bevuta in occasione del wassailing). Il ceppo di Natale si lascia bruciare fino al 6 gennaio, mentre il carbone residuo si conserva fino al Natale successivo per accendere il ceppo dell’anno seguente e per proteggere la casa dal fuoco e dai fulmini.
In passato, l'Epifania era anche un giorno di scherzi, simile al primo di aprile. Oggi in Inghilterra, la dodicesima notte è ancora un giorno popolare per le rappresentazioni teatrali come quando La dodicesima notte di Shakespeare fu eseguita per la prima volta nel 1601 e le celebrazioni annuali che coinvolgono l'Uomo verde si tengono a Londra.
Un piatto tradizionale per l'Epifania era la Twelfth Cake (la dodicesima torta), una torta di frutta densa, tipicamente inglese. Come ne nord Europa, chiunque trovasse il fagiolo nero cotto al forno era re per un giorno. Tuttavia, a volte altri elementi venivano inclusi nella torta: ad esempio, chi trovava il chiodo di garofano era il cattivo, chi trovava il ramoscello era lo sciocco e lo straccio, ecc. Qualsiasi cibo piccante, come i biscotti allo zenzero e la birra speziata, era considerato un vero piatto della dodicesima notte, che ricordava le costose spezie portate dai Re Magi. Un altro dolce dell'Epifania inglese era la tradizionale crostata di marmellata, resa adatta all'occasione dalla forma a stella a sei punte che simboleggiava la stella di Betlemme. I cuochi più esigenti cercavano di usare marmellate di tredici colori diversi come portafortuna, creando una pasta che ricordava il vetro colorato.

### Irlanda
Gli irlandesi chiamano il giorno la festa dell'Epifania Piccolo Natale o "Natale delle donne" (irlandese: Nollaig na mBan). Al Nollaig na mBan, le donne tradizionalmente si riposavano e festeggiavano per se stesse dopo la cucina e il lavoro delle vacanze di Natale. Era usanza che le donne si riunissero in questo giorno per un pranzo speciale, accompagnato dal vino per onorare il miracolo delle Nozze di Cana.
L’usanza odierna è che le donne cenino in un ristorante o si riuniscano in un pub la sera. In questo giorno possono anche ricevere regali da figli, nipoti o altri membri della famiglia. Un'altra usanza popolari che simboleggiano la fine del periodo natalizio nell’Epifania è quella di bruciare nel camino i rametti di agrifoglio natalizio che sono stati usati come decorazioni negli ultimi dodici giorni.
La celebrazione dell'Epifania funge da ambientazione iniziale per - e fissa l'azione, il tema e il climax - del racconto di James Joyce I morti, appartenente alla sua raccolta del 1914 Gente di Dublino.

### Isole della Guadalupa
Le celebrazioni in Guadalupa hanno un'atmosfera diversa da qualsiasi altra parte del mondo. Epifania qui non significa l'ultimo giorno delle celebrazioni natalizie, ma piuttosto il primo giorno di Kannaval (Carnevale), che dura fino alla sera prima del Mercoledì delle Ceneri. Il carnevale, a sua volta, si conclude con il grand brilé Vaval, l'incendio di Vaval, il re dei Kannaval, tra le grida e i lamenti della folla.

### Italia

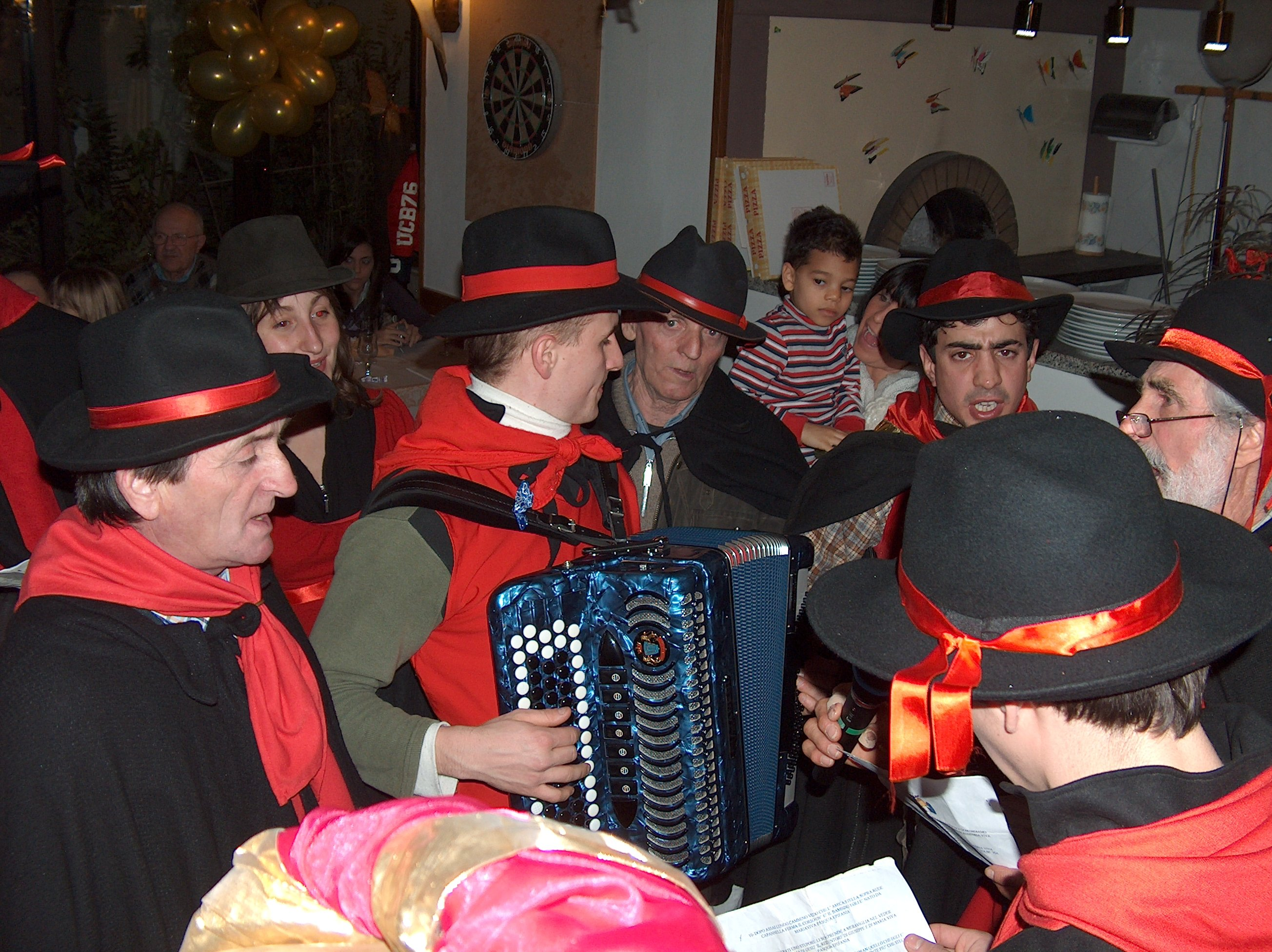
Festa della Befana a Spinello di Santa Sofia, in provincia di Forlì-Cesena

In Italia l'Epifania è una festa nazionale ed è associata alla figura della Befana (il cui nome è una corruzione della parola Epifania), un'anziana donna a cavallo di una scopa che, nella notte tra il 5 e il 6 gennaio, porta doni ai bambini o un pezzo di "carbone" (costituito da caramelle nere) per tutti i comportamenti cattivi tenuti durante l'anno. La leggenda raccontata di lei che, avendo perso l'occasione di portare un dono al bambino Gesù insieme ai Magi biblici, ora porta doni ad altri bambini in quella notte.
Tuttavia, in alcune regioni italiane sopravvivono tradizioni diverse, e al posto della Befana sono i tre Re Magi a portare i doni. In Sardegna, ad esempio, dove convivono usanze locali del periodo ispanico, è particolarmente viva la tradizione dei Magi biblici (in lingua sarda: Sa Pasca de is Tres Reis) che portano doni ai bambini. Anche nella tradizione ligure, dove l'Epifania è chiamata Pasquetta, sono i trei re a portare i doni.

### Lettonia
In Lettonia l'Epifania è conosciuta come Trijkungu diena (Giorno dei Tre Re) dai cattolici o Zvaigznes diena (Giorno delle stelle) dai luterani in ricordo della Stella di Betlemme che condusse i Magi a Gesù Bambino. In passato, stelle luminose di tessuto venivano cucite sullo sfondo di trapunte di colore scuro, che rappresentavano il cielo notturno. L'Epifania era un giorno di divertimento, trascorso in slitte scoperte trainate da cavalli, sulle quali queste trapunte venivano usate per coprire le ginocchia degli allegri cavalieri.
Se il giorno dell'Epifania era luminoso e mite e il sole "riscaldava la schiena dei cavalli" si diceva che l'anno a venire avrebbe portato solo pace. Se la notte prima dell'Epifania aveva un cielo stellato e limpido, significava che la Lettonia poteva aspettarsi un buon raccolto nella prossima estate. Se all'Epifania si sentiva abbaiare un cane bisognava cercare il proprio futuro sposo in quella stessa direzione. In questo giorno si mangiano speciali torte di mele a tre angoli e, come in altri paesi, sono popolari da secoli il canto delle stelle, le visite e le benedizioni della casa.

### Libano
Celebrata il 6 gennaio, per la Chiesa romana l'Epifania è la festività che ricorda la visita dei Magi; nella Chiesa maronita, secondo l'antica tradizione, rappresenta l'annuncio pubblico della missione di Gesù quando fu battezzato nel Giordano da Giovanni il Precursore, detto anche "Giovanni Battista". In tale occasione i cristiani libanesi pregano per i loro defunti.
I Maroniti si recano generalmente alla Messa di mezzanotte quando Cristo (o il prete facente funzione) passa per benedire le case, mentre i cristiani libanesi riuniti per la Messa si congratulano a vicenda dicendo "El Deyim Deyim" (arabo : دايم دايم ). Si prepara un impasto fatto solo di acqua e farina (senza lievito) che lievita all'aperto grazie alla benedizione.

### Macedonia del nord
L'Epifania nella Macedonia del Nord è conosciuta come Vodici (Водици). In questo giorno il sacerdote getta nell'acqua una croce di legno, a simboleggiare il battesimo di Cristo. Gli uomini saltano nell'acqua fredda per recuperare la croce, e si ritiene che chiunque la recuperi sia benedetto durante tutto l'anno. Le celebrazioni che si svolgono a Skopje e Ocrida, rispettivamente lungo il fiume Vardar e sulle sponde del lago di Ocrida, sono tra le più partecipate del paese e vengono regolarmente trasmesse in diretta nazionale.
Una speciale gelatina alimentare di carne e ossa di maiale e manzo chiamata "pacha" (пача) o "pivtii" (пивтии) viene preparata alla vigilia e servita il giorno dopo l'Epifania, insieme al caldo brandy locale, il rakija (ракија).
L'Epifania è un giorno non lavorativo per i credenti ortodossi nella Macedonia del Nord.

### Malta
A Malta, l'Epifania è comunemente nota come It-Tre Re (I tre re). Fino agli anni '80, il 6 gennaio era un giorno festivo, ma oggi i maltesi festeggiano l'Epifania la prima domenica dell'anno, sebbene il 6 gennaio sia ancora vacanza scolastica. Le decorazioni natalizie vengono illuminate durante questo giorno nella maggior parte delle strade pubbliche.
I maltesi hanno anche una consuetudine di lunga data di presentare concerti in onore dell'Epifania, tra cui il prestigioso concerto annuale dell'Epifania organizzato dal Malta Council for Culture and Arts, eseguito dall'Orchestra Nazionale. Nel 2010 il Concerto dell'Epifania, che si svolgeva davanti a un pubblico selezionato, è stato aperto al pubblico su decisione del Presidente. Il Ministero dell'Istruzione e della Cultura si è quindi trasferito dalla sede del Palazzo alla storica Sacra Infermeria. ‘’Qagħaq tal-Għasel’’ o ‘’tal-Qastanija’’ (anelli di miele maltesi) sono tipicamente serviti durante l'Epifania a Malta.

### Messico
La sera del 5 gennaio segna la dodicesima notte di Natale ed è l'occasione in cui le statuette dei tre Magi biblici vengono aggiunte al presepe. Tradizionalmente in Messico, come in molti altri paesi dell'America Latina, Babbo Natale non detiene lo stesso prestigio che ha negli Stati Uniti. Sono piuttosto i Magi i portatori di doni, che lasciano doni dentro o vicino alle scarpe dei bambini piccoli. Anche le famiglie messicane commemorano la data mangiando Rosca de reyes. Nel Messico moderno, tuttavia, e in particolare nelle città più grandi e nel nord, le tradizioni locali vengono ora osservate e intrecciate con la grande tradizione nordamericana di Babbo Natale, nonché con altre festività come Halloween, a causa dell'americanizzazione indotta da film e televisione, fatto che un'economia legata alla tradizione dei regali che va dal giorno di Natale fino al 6 gennaio.

### Perù
Il Perù condivide le usanze dell'Epifania tipiche della Spagna e del resto dell'America Latina. La tradizione nazionale peruviana sostiene che Francisco Pizarro fu il primo a chiamare Lima "Ciudad de los Reyes" (Città dei Re) perché la data dell'Epifania coincideva con il giorno in cui lui e i suoi due compagni cercarono e trovarono un luogo ideale per una nuova capitale. Ancora più popolare in Perù del fare regali è l'usanza della Bajada de Reyes quando si tengono feste in onore della rimozione dei presepi familiari e pubblici e della loro conservazione fino al Natale successivo.

### Polonia
In Polonia, l'Epifania o "Trzech Króli" (Tre Re Magi) viene celebrata in grande stile, con enormi cortei che danno il benvenuto ai Re Magi, spesso a cavallo di cammelli o altri animali dello zoo, a Varsavia, Poznań e in oltre 2.000 altre città. I Re Magi distribuiscono dolci ai bambini, si cantano canti natalizi e si mettono in scena presepi viventi, tutti simili alle celebrazioni dell’Italia o della Spagna, che indicano l'eredità cattolica del paese. I bambini possono anche vestirsi con colori che simboleggiano l'Europa, l'Asia e l'Africa (le presunte case dei Re Magi) e alla fine del percorso del corteo, i capi della chiesa spesso predicano intorno al significato spirituale dell'Epifania. Nel 2011, con un atto del Parlamento, l'Epifania è stata ripristinata come festa nazionale e giorno non lavorativa dopo la cancellazione operata dal regime comunista cinquant'anni prima.
I polacchi portano piccole in chiesa a far benedire scatole contenenti gesso, un anello d'oro, incenso e un pezzo di ambra, in memoria dei doni dei Magi. Una volta a casa, inscrivono "K+M+B+" e l'anno con il gesso benedetto sopra ogni porta della casa, secondo la tradizione, per fornire protezione contro malattie e sventure ai dimoranti. Le lettere, ciascuna seguita da una croce, stanno per i nomi dei tre Re Magi in polacco - Kacper, Melchior e Baltazar – e anche per un'iscrizione latina che significa "Cristo benedica questa casa". Le scritte rimangono sopra le porte tutto l'anno fino a quando non vengono inavvertitamente rispolverati o sostituiti da nuovi segni l'anno successivo. Il 6 gennaio, come in gran parte dell'Europa, viene servita una torta dei Tre Re in stile polacco con una moneta o una mandorla cotta all'interno. Colui che lo riceve è il re o la regina del giorno, che dovrà indossare la corona di carta che decora la torta. Secondo la tradizione polacca questa persona sarà fortunata nell’anno appena iniziato. Le ricette variano in base alla regione. Alcuni servono una torta di pasta sfoglia di tipo francese con ripieno di pasta di mandorle, mentre altri prediligono un pan di spagna con ripieno di crema di mandorle, e altri ancora gustano una torta di frutta leggera.
L'Epifania in Polonia segna anche l'inizio dello zapusty o del Carnevale, quando vengono serviti pączki (ciambelle) e chrust (ali d'angelo).

### Portogallo
In Portogallo, l'Epifania cade il 6 gennaio ed è chiamata dia dos Reis (Giorno dei Re), durante la quale viene cotto e mangiato il tradizionale ‘’Bolo Rei’’ (torta del Re). In questo giorno sono popolari le rappresentazioni teatrali e le rievocazioni e i genitori spesso organizzano feste per i loro figli. L'Epifania è anche un momento in cui vengono eseguite le danze tradizionali portoghesi conosciute come Mouriscadas e Paulitos. Quest'ultima è un'elaborata danza con il bastone. I ballerini, che di solito sono uomini, ma possono essere vestiti da donne, manipolano bastoni o doghe (a imitazione di spade) in due file opposte.
Anche in Portogallo è tradizione riunirsi in piccoli gruppi e andare di casa in casa a cantare il Reis (che significa "Re") e altri canti tradizionali sulla vita di Gesù. I cantanti portano anche i saluti ai proprietari della casa. Dopo aver cantato per un po' all'aperto, vengono invitati a entrare e i proprietari della casa offrono loro dolci, liquori e altre prelibatezze dell'Epifania. Questi Rei di solito iniziano alla vigilia dell'Epifania e durano fino al 20 gennaio.
Il villaggio portoghese di Vale de Salgueiro incoraggia i bambini, alcuni di appena cinque anni, a fumare in una tradizione che non ha radici chiare.

### Porto Rico
A Porto Rico, l'Epifania è un'importante festa estiva ed è comunemente indicata come Dia de Los Tres Reyes Magos o Giorno dei Tre Re. È tradizione che i bambini riempiano una cassetta con erba fresca o fieno e la mettano sotto il loro letto, destinata ai cavalli dei Re Magi. A Porto Rico molti artigiani realizzano figure storiche commemorative dei Magi a cavallo. I Re Magi di Porto Rico, secondo la tradizione locale, arrivano a cavallo invece che su cammelli, a differenza di altri paesi in cui la stessa usanza è radicata. I tre re prendono l'erba per nutrire i cavalli e lasciano doni sotto il letto come ricompensa. Queste tradizioni sono analoghe alle usanze dei bambini che lasciano torta di carne macinata e sherry nell’Europa occidentale, ovvero latte e biscotti per Babbo Natale negli Stati Uniti. Il giorno prima della festa (il 5 gennaio) si celebra il "Rosario de Reyes" o "Promesa de Reyes" con canti (aguinaldos) rivolti ai Re Magi, di solito davanti a un tavolino con le figure della Natività e dei Re o con i Re soli e i loro cammelli. Questa celebrazione è accompagnata da una zuppa di pollo, da snack e bevande.

### Repubblica Domenicana
Nella Repubblica Dominicana, il Día de los Tres Reyes Magos (Il giorno dei Tre Re Magi) è il giorno in cui i bambini ricevono regali sull'albero di Natale. I bambini, accompagnati dai genitori, provano i loro nuovi giocattoli nelle aree pubbliche.
Una pratica comune è lasciare i giocattoli sotto i letti dei bambini il 5 gennaio; quando si svegliano la mattina del 6 gennaio, gli viene fatto credere che i regali e i giocattoli siano stati lasciati da Babbo Natale o dai Re Magi.

### Romania e Moldavia
In Romania e Moldavia, l'Epifania si chiama Boboteaza. Nel sud-est della Romania, dopo le funzioni religiose, gli uomini partecipano alle corse invernali dei cavalli. Prima della corsa, gli uomini si mettono in fila con i loro cavalli davanti al sacerdote, che li benedirà aspergendoli con rami verdi che sono stati precedentemente immersi nell'acqua santa dell'Epifania. A volte le persone desiderano avere questa benedizione anche per se stesse. Vincere la corsa dell'Epifania è un grande onore sia per il cavallo che per il cavaliere, mentre i festeggiamenti post-gara, sia in caso di vittoria che di perdita, sono comunque molto festosi. Come in altri paesi del mondo ortodosso orientale, i riti dell'acqua svolgono un ruolo speciale in questo giorno. Un detto della saggezza popolare rumena sostiene che se una ragazza scivola sul ghiaccio o, meglio ancora, cade nell'acqua durante l'Epifania, si sposerà sicuramente prima della fine dell'anno.
In Transilvania (Erdély / Siebenbürgen), i cristiani luterani e riformati di origine ungherese e sassone celebrano l'Epifania con il canto delle stelle e la benedizione delle case, come nell'Europa centrale. L'usanza del canto delle stelle si era diffusa molto tempo addietro in tutta la Romania e nella Repubblica di Moldavia. Qui la stella, chiamata Steaua, oggi assomiglia a una lanterna di vetro colorato e presenta al centro un'icona ortodossa, una tradizione che indica la fusione tra Oriente e Occidente che caratterizza le due nazioni affacciate sul fiume Prut.

### Russia
L'Epifania, celebrata in Russia il 19 gennaio, segna il battesimo di Gesù nella Chiesa ortodossa orientale. Come altrove nel mondo ortodosso, la Chiesa russa celebra quel giorno (o la vigilia del giorno prima) il rito della Grande Benedizione delle Acque, noto anche come "la Grande Santificazione dell'Acqua". La processione guidata dal sacerdote poteva semplicemente procedere al fonte battesimale, ma tradizionalmente i fedeli si recavano in un lago o fiume vicino.
Documenti storici indicano che gli eventi della benedizione delle acque ebbero luogo presso le corti degli zar di Mosca non più tardi del 1525. Secondo gli storici, la processione della benedizione delle acque fu la più magnifica delle cerimonie annuali della corte dello zar, paragonabile solo a eventi come incoronazioni reali e matrimoni. Dopo una divina liturgia nella Cattedrale della Dormizione del Cremlino, la processione, guidata dallo Zar e dal Patriarca di Mosca, si sarebbe diretta verso il fiume Moscova ghiacciato. Nel ghiaccio veniva ricavata una buca di ghiaccio, chiamata ‘’Giordano’’ (in ricordo del fiume omonimo), sopra la quale era eretto un gazebo decorato con icone sacre, una delle quali avrebbe raffigurato il Battesimo di Cristo. Il Patriarca immergeva la sua croce nell'acqua del fiume e cospargeva con l'acqua santa lo zar, i suoi boiardi e gli stendardi dei reggimenti dell'esercito reale. Un carico di acqua santa era quindi riportato al Cremlino per la benedizione del palazzo dello zar. Secondo i documenti, in scala ridotta, eventi simili avrebbero avuto luogo nelle parrocchie di tutta la nazione.
Credendo che in questo giorno l'acqua diventi sacra e si impregni di poteri speciali, i russi scavano nel ghiaccio di laghi e fiumi dei buchi chiamati Giordano, spesso a forma di croce, per bagnarsi nell'acqua gelida. Si dice che questa pratica sia stata resa popolare relativamente di recente; era abbastanza raro ai tempi dello zar, ma fiorì a partire dagli anni '90.
I partecipanti al rito possono immergersi tre volte sott'acqua, onorando la Santissima Trinità, per mondare simbolicamente i loro peccati dell'anno passato e provare un senso di rinascita spirituale. I sacerdoti ortodossi sono a disposizione per benedire l'acqua e i soccorritori sono a disposizione per monitorare la sicurezza dei bagnanti nell'acqua ghiacciata. Altri limitano la loro partecipazione ai riti dell'Epifania a quelli condotti all'interno delle chiese, dove i sacerdoti eseguono la Grande Benedizione delle Acque, sia alla vigilia dell'Epifania che all'Epifania (Teofania) vera e propria. L'acqua viene quindi distribuita ai partecipanti che possono conservarla per utilizzarla in caso di malattia, per benedire se stessi, i membri della famiglia e le loro case o per bere. Alcuni russi pensano che qualsiasi acqua, anche quella dei rubinetti del lavello della cucina, versata o imbottigliata durante l'Epifania diventi acqua santa, poiché tutta l'acqua del mondo è benedetta in questo giorno.
Nel clima più mite della città meridionale di Sochinel frattempo, dove le temperature dell'aria e dell'acqua si aggirano intorno ai 10 gradi Celsius (50 gradi Fahrenheit) a gennaio, alla mezzanotte dell'Epifania migliaia di persone si tuffano nel Mar Nero e iniziano a nuotare per celebrare la festa.

### Slovenia
In Slovenia, soprattutto nella parte occidentale del Paese, durante il primo giorno dell'anno e l'Epifania, i bambini vanno di casa in casa perché i paesani regalano loro mandorle, fichi secchi, noci o biscotti che hanno nelle proprie dimore.

### Spagna
In Spagna e in alcuni paesi dell'America Latina, il giorno dell'Epifania è chiamato El Día de Reyes. Secondo la tradizione spagnola il 6 gennaio, i tre re Melchiorre, Gaspare e Baldassarre -che rappresentano l'Arabia, l'Oriente e l'Africa- arrivarono in sella a un cavallo, cammello ed elefante, portando rispettivamente oro, incenso e mirra al bambino Gesù.
La vigilia del 6 gennaio, prima di andare a letto, i bambini si lucidano le scarpe e le lasciano pronte perché vi vengano messi i regali dei Re. La mattina dopo appariranno i regali sotto le loro scarpe, o se si ritiene che i bambini si siano comportati male durante l'anno, carbone (di solito un pezzo di zucchero candito tinto di nero, chiamato Carbón Dulce). La maggior parte delle città spagnole organizza parate colorate che rappresentano l'arrivo dei Reyes Magos in città in modo che i bambini possano vederli sui loro cammelli o carrozze prima di andare a letto. La più antica di queste sfilate si tiene annualmente dal 1885 ad Alcoy, vicino ad Alicante (Comunità Valenciana). I bambini lasciano vicino alle scarpe vino dolce, stuzzichini, frutta e latte per i re e i loro cammelli. In Spagna, i bambini in genere ricevono regali in questo giorno e anche a Natale. Il pane/dolce dell'Epifania è noto come Roscón, Tortell de Reis in catalano, e in Messico come Rosca de reyes.

### Svezia
In Svezia, l'Epifania è un giorno festivo noto come trettondedag jul ("Tredicesimo giorno di Yule"), poiché il 6 gennaio è il tredicesimo giorno dopo la vigilia di Natale, il giorno principale in cui si celebra il Natale in Svezia. Tuttavia, la fine della celebrazioni natalizie è il 13 gennaio, il giorno di San Knut, più comunemente noto come Twentieth Day Yule (o Twentieth Day Knut).

### Stati Uniti
Nello stato della Louisiana l'Epifania segna l'inizio del Carnevale durante il quale è consuetudine cuocere i King Cakes, simili ai Rosca di cui sopra, dolci di forma rotonda, farciti con cannella, glassata di bianco e ricoperta di tradizionale zucchero abrasivo color carnevale. La persona che trova la bambola (o il fagiolo) deve fornire la prossima torta del re. L'intervallo tra l'Epifania e il Mardi Gras è talvolta noto come "stagione delle torte del re" e numerose di queste possono essere consumate in tale periodo. La stagione del carnevale inizia il King's Day (Epifania), giorno a cui sono associate molte tradizioni in Louisiana e lungo le coste cattoliche del Mississippi, dell'Alabama e della Florida.
Nella Virginia coloniale, l'Epifania o dodicesima notte era considerata come occasione particolarmente appropriata come data per danze e balli, oltreché per matrimoni. In tale occasione, era preparata Grande Torta, composta da due strati giganti di frutta, ricoperti e farciti con ghiaccia reale. L'usanza imponeva che il bambino più piccolo presente tagliasse e servisse la torta e chiunque trovasse il fagiolo o il premio venisse incoronato "Re del fagiolo" in modo simile all'usanza della torta del re europeo.
A Erye, nello stato della Pennsylvania, è usanza che un re si nasconda nella torta e che il bambino che lo trovi diventi a sua volta re per una giornata.
Tarpon Springs, in Florida, è nota per le elaborate cerimonie religiose legate alla Chiesa greco-ortodossa, la più importante delle quali è la celebrazione dell'Epifania. Il metropolita di Atlanta di solito presiede alle benedizioni, a volte affiancato dall'arcivescovo d'America. Le benedizioni si concludono con il lancio cerimoniale di una croce di legno nello Spring Bayou della città, mentre i ragazzi dai 16 ai 18 anni si tuffano per recuperarla. Si dice che chi recupera la croce sia benedetto per un anno intero. Dopo le benedizioni, la celebrazione si sposta agli Sponge Docks, dove viene servito il cibo e l’accompagnamento musicale Tarpon Springs è stata soprannominata Epiphany City. La celebrazione attira greci americani da tutto il paese, al punto da triplicare la popolazione della città per quel giorno.
A Manitou Springs, nel Colorado, l'Epifania è segnata dalla gara a lanciare la torta di frutta il più lontano possibile, mentre i partecipanti si vestono da re e pagliacci. La manifestazione ha luogo dalle vacanze di Natale fino all’anno successivo con risvolti umoristici, visto che la torta di frutta è considerata con un certo grado di derisione nella maggior parte degli Stati Uniti ed è fonte di molti scherzi.